# Episodi di Crazy Ex-Girlfriend (quarta stagione)
La quarta e ultima stagione della serie televisiva Crazy Ex-Girlfriend, composta da 18 episodi, è stata trasmessa dal 12 ottobre 2018 sulla rete televisiva The CW.
In Italia, la stagione è stata pubblicata sul servizio on demand Netflix il 30 settembre 2019. In chiaro, è stata trasmessa in prima visione, con titoli leggermente modificati in alcuni casi, su Rai 2 dal 21 luglio al 10 agosto 2022.
| n° | Titolo originale                                                      | Titolo italiano                                                              | Prima TV USA     | Pubblicazione Italia |
| -- | --------------------------------------------------------------------- | ---------------------------------------------------------------------------- | ---------------- | -------------------- |
| 1  | I Want to Be Here                                                     | Voglio essere qui                                                            | 12 ottobre 2018  | 30 settembre 2019    |
| 2  | I Am Ashamed                                                          | Provo vergogna                                                               | 19 ottobre 2018  | 30 settembre 2019    |
| 3  | I'm On My Own Path                                                    | Seguo la mia strada                                                          | 26 ottobre 2018  | 30 settembre 2019    |
| 4  | I'm Making Up for Lost Time                                           | Io e mio fratello                                                            | 2 novembre 2018  | 30 settembre 2019    |
| 5  | I'm So Happy for You                                                  | Sono così felice per te                                                      | 9 novembre 2018  | 30 settembre 2019    |
| 6  | I See You                                                             | Ti vedo                                                                      | 16 novembre 2018 | 30 settembre 2019    |
| 7  | I Will Help You                                                       | Ti aiuterò                                                                   | 30 novembre 2018 | 30 settembre 2019    |
| 8  | I'm Not the Person I Used to Be                                       | Non sono la persona che ero una volta                                        | 7 dicembre 2018  | 30 settembre 2019    |
| 9  | I Need Some Balance                                                   | Ho bisogno di un po' di equilibrio                                           |                  | 30 settembre 2019    |
| 10 | I Can Work With You                                                   | Posso lavorare per te                                                        | 18 gennaio 2019  | 30 settembre 2019    |
| 11 | I'm Almost Over You                                                   | Ho quasi chiuso con te                                                       | 25 gennaio 2019  | 30 settembre 2019    |
| 12 | I Need a Break                                                        | Mi serve una pausa                                                           | 1º febbraio 2019 | 30 settembre 2019    |
| 13 | I Have to Get Out                                                     | Devo andarmene                                                               | 8 febbraio 2019  | 30 settembre 2019    |
| 14 | I'm Finding My Bliss                                                  | Sto trovando la mia felicità                                                 | 15 marzo 2019    | 30 settembre 2019    |
| 15 | I Need to Find My Frenemy                                             | Ho bisogno di trovare la mia amica nemica                                    | 22 marzo 2019    | 30 settembre 2019    |
| 16 | I Have a Date Tonight                                                 | Stasera ho un appuntamento                                                   | 29 marzo 2019    | 30 settembre 2019    |
| 17 | I'm in Love                                                           | Amo                                                                          | 5 aprile 2019    | 30 settembre 2019    |
| 18 | Yes, It's Really Us Singing: The Crazy Ex-Girlfriend Concert Special! | Sì, siamo proprio noi a cantare. Il concerto speciale di Crazy Ex-Girlfriend | 5 aprile 2019    | 30 settembre 2019    |